# Prosoparia anormalis
Prosoparia anormalis là một loài bướm đêm trong họ Erebidae.